# Zadar (ferry)
El Zadar es un ferry-crucero que pertenece a la compañía naviera croata Jadrolinija.

## Servicio
El barco fue construido en 1993 en el astillero español Hijos de J. Barreras de Vigo contratado por la naviera marroquí LIMADET (Lignes Maritimes du Detroit). Bautizado como "Ibn Battouta 2", se puso en servicio para cubrir las conexiones marítimas entre Marruecos y España, con escalas en los puertos de Algeciras y Tánger.
Permaneció en servicio para la empresa marroquí hasta 1998, cuando fue comprado por la española Trasmediterranea. Rebautizado como "Ciudad de Tánger", continuó realizando servicio en la misma ruta.
En la mañana del 16 de julio de 2000, el barco, que navegaba de Tánger a Algeciras, chocó con su compañero de flota el “Ciudad de Ceuta”, que realizaba la ruta inversa, cerca del puerto de Algeciras. En el accidente, provocado por la niebla, cinco personas perdieron la vida, todas a bordo del "Ciudad de Ceuta".
El "Ciudad de Tánger" fue remolcado a Cádiz y reparado, volviendo al servicio en noviembre.
En marzo de 2002 el buque pasó a denominarse “Isla de la Gomera”, siendo utilizado en conexiones internas a las Islas Canarias y en particular en entre Tenerife, La Gomera y El Hierro. En abril de 2004, el fue vendido a la empresa croata Jadrolinija, a la que fue entregado dos meses después.
Renombrado como "Zadar", el transbordador se utilizó en las conexiones entre Croacia e Italia, principalmente en la línea Zadar - Ancona.

## Galería de imágenes

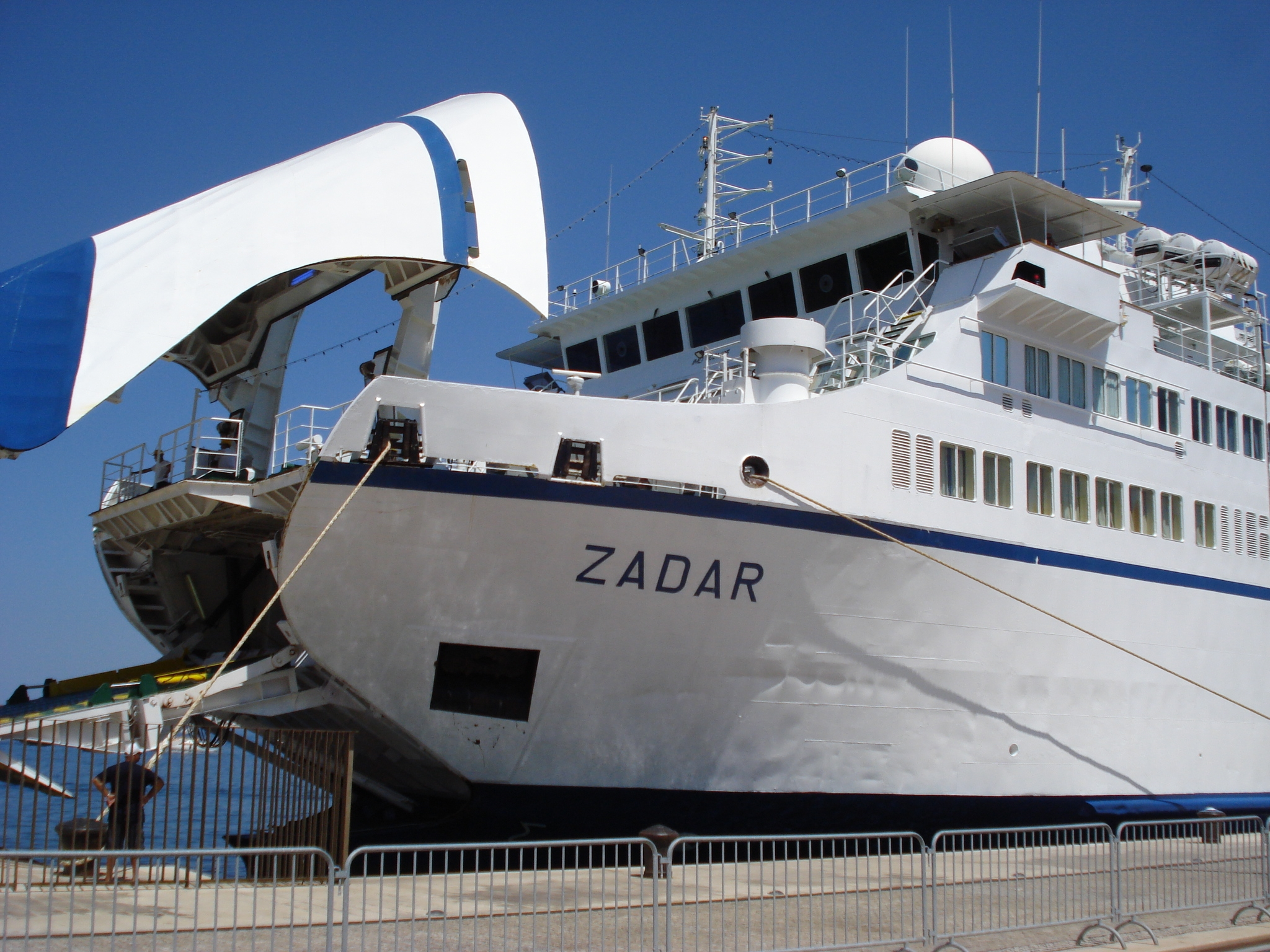
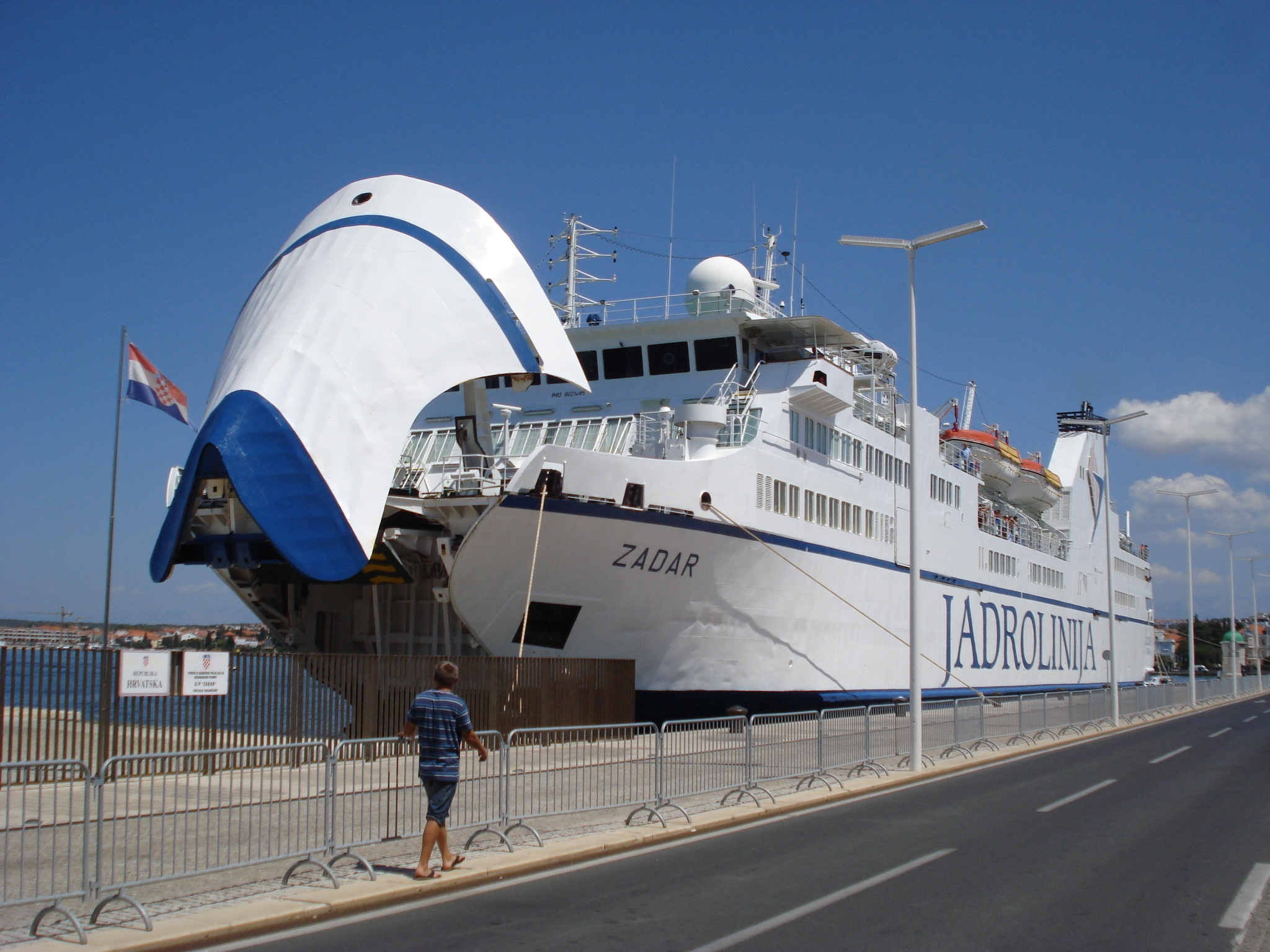
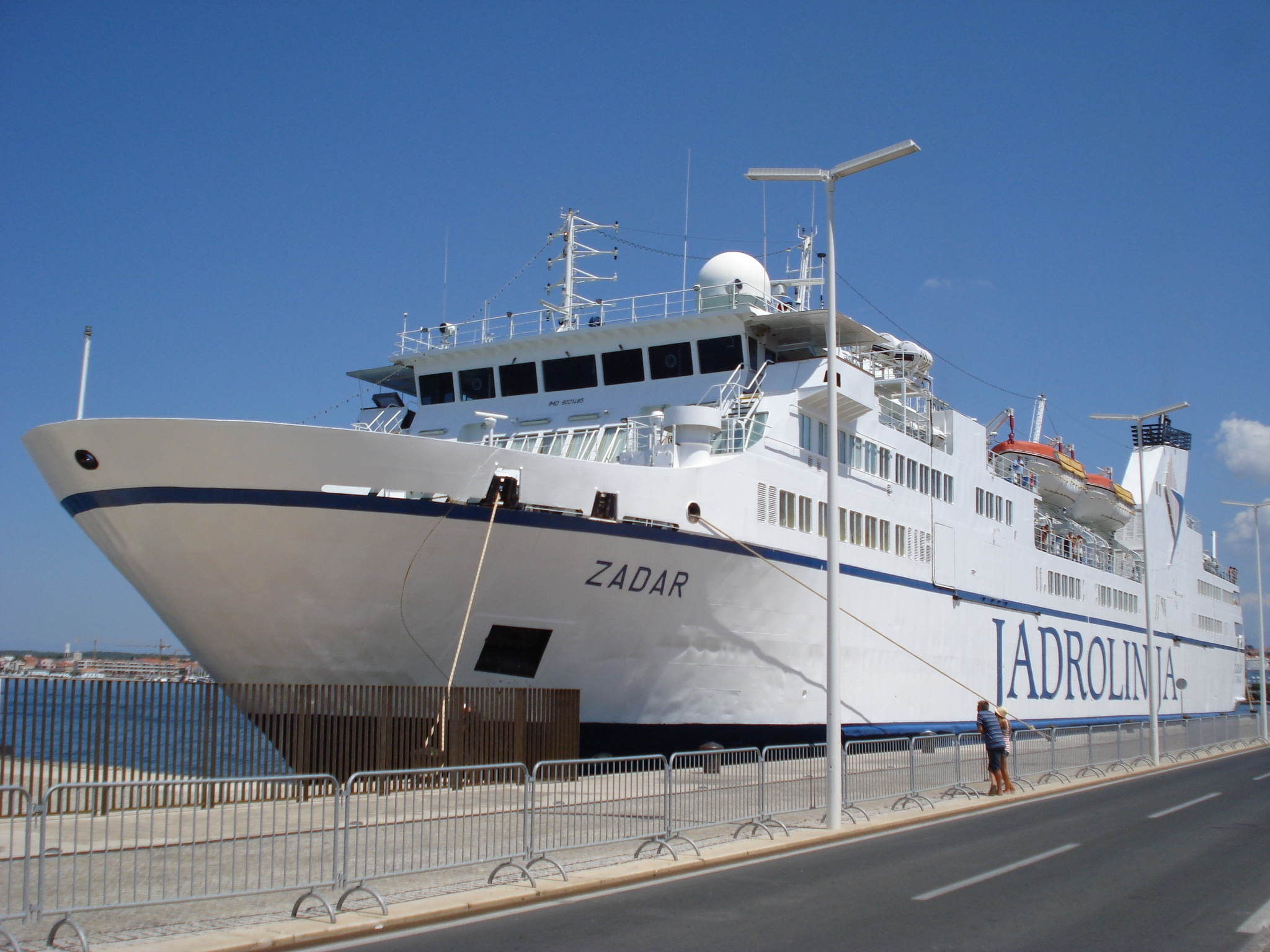
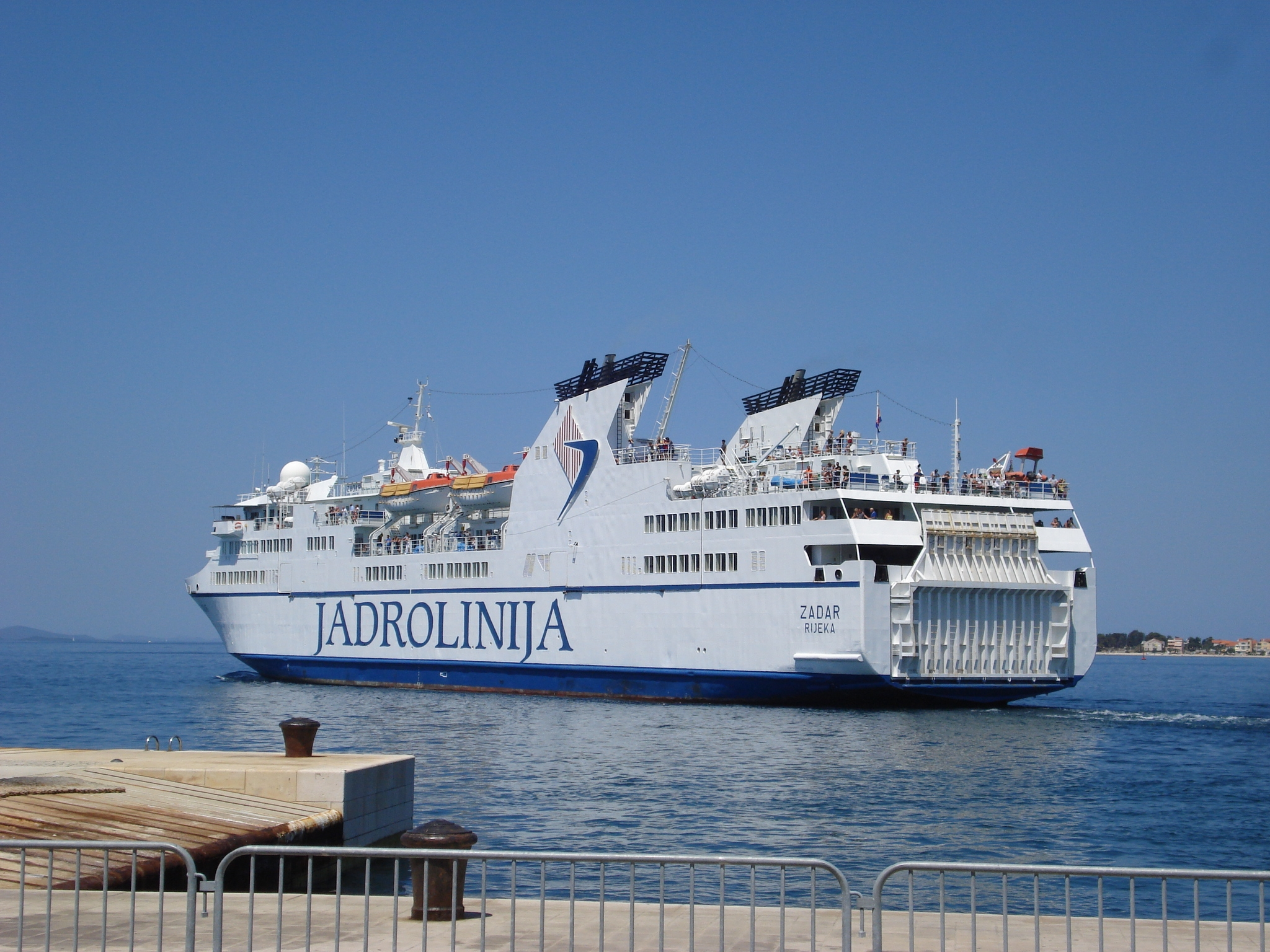